# Édouard Brémond
Pour les articles homonymes, voir Brémond.
 (avril 2024).
Le général Édouard Brémond (Paris, 5 novembre 1868 - Paris, 22 novembre 1948) est un officier français particulièrement actif au Maroc, au Hedjaz puis en Arménie et en Cilicie. Il est un des principaux soutiens de la révolte du Chérif Hussein contre les Turcs dans la péninsule arabique, et l'un des promoteurs de l'influence française dans la région.

## Biographie
Édouard Brémond est né en 1868 à Paris. À l'issue de ses études à l'École spéciale militaire de Saint-Cyr, dont il sort en 1890 (promotion « du Grand Triomphe »), il servit au 1er régiment de tirailleurs algériens dans le Sud algérien et à Madagascar, où il commanda le 1er détachement allant de Tananarive à Madagascar. Il étudie à l’École supérieure de Guerre (1899-1901) puis est affecté à l’état-major de la division de Constantine (1901-1904), où il prépara des manœuvres et des reconnaissances dans l’Aurès. Officier du 2e régiment de tirailleurs (1904-1907), il fut chargé de créer un poste à Sidi Bou Djenane. Responsable de la police des ports marocains (1907-1908), il fut nommé chef adjoint de la mission militaire française au Maroc en 1909, administrateur de la ville de Rabat et sa banlieue (1912-1913), chef du service de renseignements de la colonne Henrys (mars-septembre 1913) aux Beni Mtir et enfin commandant d’armes à Kénitra (1913-1914). 
Revenu en France en août 1914, il commanda le 64e régiment d’infanterie. Blessé, il fut nommé chef de la mission militaire française en Égypte et au Hedjaz (août 1916-décembre 1917). En effet, le Chérif Hussein de la Mecque appelle en 1916 les Arabes à se révolter contre les Turcs. Avec l'aide des Britanniques, notamment en la personne de Thomas Edward Lawrence dit Lawrence d'Arabie, il espère libérer la péninsule arabique de l'Empire ottoman. Le gouvernement français, qui souhaite également affirmer sa présence dans la région, décide l'envoi d'une mission politique et militaire dans la province de la Mecque, le Hedjaz. Avec un effectif réduit, Édouard Brémond conseille les forces bédouines et joue un rôle actif dans le sabotage de la voie ferrée du Hedjaz. Il se heurtera à Lawrence, qu'il qualifie de francophobe et d'un caractère fortement différent du sien : le général Brémond en témoignera dans ce qui fut peut-être son livre le plus important : Le Hedjaz dans la guerre mondiale.
Administrateur en chef en Arménie puis en Cilicie (1er janvier 1919-septembre 1920), le colonel Brémond commanda ensuite le 54e R.I. à Compiègne. Il acheva sa carrière militaire comme général de brigade commandant le 2e groupe de subdivisions de la 17e région à Toulouse (1923-1928) et mourut en 1948.
La carrière de cet officier est particulièrement intéressante, par les responsabilités assumées et les postes occupés, alternant commandements militaires et fonctions politiques dans des environnements particulièrement délicats.
Il est grand officier de la Légion d’honneur.

## Sources
Les papiers personnels d'Édouard Brémond sont conservés aux Archives nationales, à Pierrefitte-sur-Seine, sous la cote 594AP : Inventaire du fonds.